# Amaia Montero

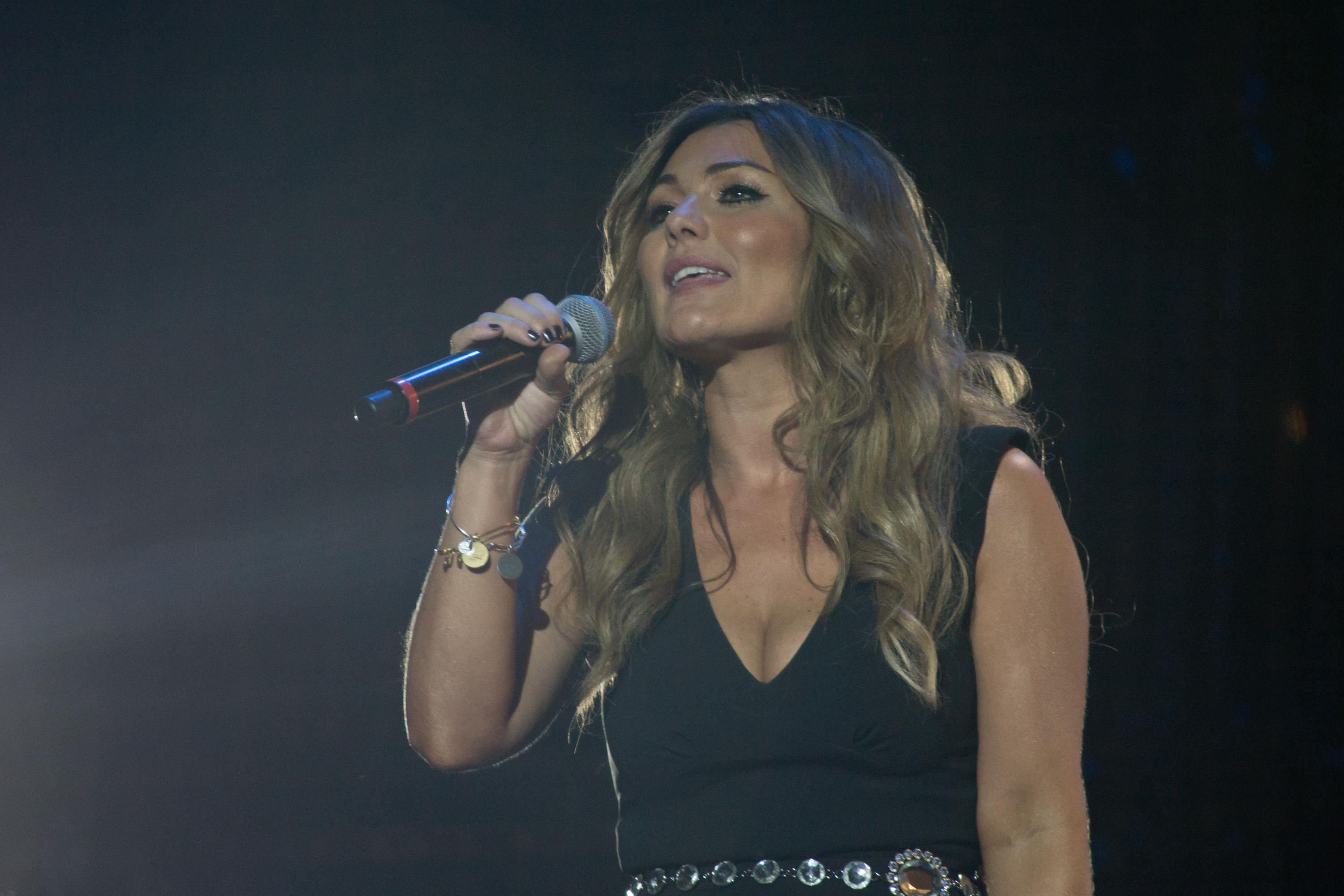
Amaia Montero (2012).

Amaia Montero, född 26 augusti 1976 i Irun, Baskien, är en baskisk sångerska som sjunger poprock och är en av medlemmarna i den baskiska musikgruppen La Oreja de Van Gogh. Tillsammans med den baskiska artisten Alex Ubago som även han varit medlem i La Oreja de Van Gogh sjöng hon "Sin miedo a nada" som blev en stor hit i Spanien.